# 谢五十
谢五十（13世纪—1277年），又作谢五十七，元朝初期江浙行省沙县（今福建沙县）人，民变领袖。
1276年，元朝攻克南宋都城临安（今浙江省杭州市），宋端宗在福州称帝。东南沿海各地纷纷起兵反抗元朝。1277年四月，福建汀州长汀人黄广德称天下都元帅，刻都帅印，自立为“天从广德皇帝”，设“铜将军”、“铁将军”等称号。五月，南剑州沙县人谢五十领导当地人民起义，自称“挈天将军”，以响应黄广德。黄广德与谢五十军先后被元军镇压。